# 織田忠辰
織田 忠辰（おだ ただとき/ただたつ）は、安土桃山時代から江戸時代初期にかけての武将。津田姓も名乗った。小田井城主。

## 略歴
織田氏（藤左衛門家）・織田信直の次男として誕生。
織田信忠、信雄に仕え、天正12年（1584年）に起こった小牧・長久手の戦いの後、羽柴秀吉によって小田井城を追われた。この城はやがて廃城になった。その後、罪を許され、秀吉、秀頼父子に仕えた。

## 系譜
- 父：織田信直
- 母：栄輪院 - 織田信秀六女
- 妻：村上頼勝娘
  - 次男：津田知信
  - 三男：津田宗元
- 妻：津田盛月娘
- 生母不明の子女
  - 男子：津田信番

子の信番（直忠）は秀頼死後、池田忠雄に仕え、知信は尾張藩士となり、宗元は池田輝政に仕えた。